# Максимів Мирон
Мирон Макси́мів (нар. 13 травня 1946, Гослар) — канадський хоровий диригент і музично-громадський діяч українського походження.

## Біографія
Народився 13 травня 1946 року у місті Госларі (Німеччина). Упродовж 1958—1964 навчався в українській духовній семінарії; протягом 1965–1966 вивчав філософію у Салезіанському університеті у Римі. 1974 року закінчив факультет слов'янської філології, а 1982 року — музичний факультет за спеціальністю диригування Торонтського університету.
З 1976 року очолював церковні хори у Торонто. 1980 року заснував і став керівником музичного товариства «Musicus Bortnianski», яке вивчає, пропагує і виконує українську класичну і сучасну хорову симфонічну й оперну музику; одночасно з 1981 року очолював хор української церкви святого Димитрія. 1988 року підготував українські церковні хори Канади та США для участі в літургії в базиліці святого Петра у Ватикані з нагоди святкування 1000-ліття хрещення України-Русі. 
Упродовж 1991–1996 років на запрошення капели імені Лева Ревуцького та «Думки» перебував в Україні, працював з капелою «Трембіта» та хором собору святого Юра у Львові, керував аматорськими хорами з якими виступав у містах України та за кордоном. 
Впродовж 2003–2008 років проводив семінари літургійного співу при Інституті літургійних наук Українського католичного університету у Львові. Записав на касети 35 хорових концертів Дмитра Бортнянського, а також компакт-диски «Партесні концерти», «Коляда», «Різдвяна псальма», «Літургічні співи на два хори» Дмитра Бортнянського і Джузеппе Сарті, «Велика Вечірня» Мирона Федоріва. 2006 року заснував у Львові камерний хор «Львів» з яким записав компакт-диски «А. Ведель. Всенічна», «10 двохорних концертів Д. Бортнянського».